# Palmhurst
Palmhurst – miasto w Stanach Zjednoczonych, w stanie Teksas, w hrabstwie Hidalgo.